# APPARE! WORLD
「APPARE! WORLD」（あっぱれ！わーるど）は、天晴れ！原宿の1枚目のインディーズアルバム。2016年12月20日に自社レーベルであるTAKENOKO Musicから発売された。

## 概要
- 2016年12月18日にタワーレコード渋谷店4Fイベントスペースにて初のリリースイベントを開催[1]。2017年1月21日のHMVエソラ池袋店イベントスペースのリリースイベントFinal!を含め全9回のリリースイベントを開催した[2][3][4][5][6][7][8][9]。
- アルバムのジャケット写真は、つるしまたつみのイラストを元に撮影され、表面は実写バージョン、裏面にはイラストバージョンが使用されている[10]。

## 収録曲
（品番：TAKENOKO-001　JAN：4997184974073）
1. Overture
制作：Yunomi
2. ハジマリのアイズ
作詞・作曲：ミナミトモヤ、振付：竹中夏海
3. 超絶スーパー LOVE!
作詞：DJ金魚、作曲・編曲：村カワ基成、振付：竹中夏海
4. Our Music
作詞：照内紀雅、作曲：CHEEBOW、編曲：照内紀雅、振付：まなこ
5. アッパレルヤ!!
作詞：NOBE / 作曲：KOJI oda、振付：竹中夏海
6. キミだけのワンダーランド
作詞：NOBE / 作曲：bassy、振付：竹中夏海
7. 幽玄テリトリー
作詞：Junky / 作曲：Junky、振付：足太ぺんた
8. 原宿サニーデイ
作詞：Yunomi / 作曲：Yunomi、振付：ミキティー本物
9. 天晴レペゼン
作詞：照内紀雅 / 作曲：照内紀雅 / 編曲：ミツル、振付：竹中夏海
ベース：ミツル、ギター：HOJI、ドラム：修平
10. アイネクライネ幼き恋だね
作詞：利根川貴之 / 作曲：Dr.Usui / 編曲：Dr.Usui & Wicky.Recordings、振付：竹中夏海